# Кунцевич, Максим Алексеевич
Максим Алексеевич Кунцевич (бел. Максім Аляксеевіч Кунцэвіч; род. 17 января 2006, Витебск) — белорусский футболист, защитник клуба «Витебск».

## Карьера
Воспитанник футбольной академии «Витебск». В сезоне 2023 года футболист впервые и единожды попал в заявку основной команды клуба, однако на поле так и не вышел. Дебютировал за клуб футболист 26 апреля 2024 года в матче против борисовского БАТЭ, выйдя на замену на 76 минуте.